# Pimelea aeruginosa
Pimelea aeruginosa är en tibastväxtart som beskrevs av Ferdinand von Mueller. Pimelea aeruginosa ingår i släktet Pimelea och familjen tibastväxter. Inga underarter finns listade i Catalogue of Life.